# (4557) Mika
(4557) Mika es un asteroide perteneciente al cinturón de asteroides, descubierto el 14 de diciembre de 1987 por Masayuki Yanai y el astrónomo Kazuro Watanabe desde el Observatorio de Kitami, Hokkaidō, Japón.

## Designación y nombre
Designado provisionalmente como 1987 XD. Fue nombrado Mika en homenaje a “Mika Watanabe” esposa de Kazuro Watanabe.

## Características orbitales
Mika está situado a una distancia media del Sol de 3,022 ua, pudiendo alejarse hasta 3,171 ua y acercarse hasta 2,872 ua. Su excentricidad es 0,049 y la inclinación orbital 11,28 grados. Emplea 1919 días en completar una órbita alrededor del Sol.

## Características físicas
La magnitud absoluta de Mika es 12. Tiene 14,005 km de diámetro y su albedo se estima en 0,188.